# Luling, Texas
Luling là một thành phố thuộc quận Caldwell, tiểu bang Texas, Hoa Kỳ. Năm 2010, dân số của xã này là 5411 người.

## Dân số
- Dân số năm 2000: 5080 người.
- Dân số năm 2010: 5411 người.